# Cerkev Marije Kraljice miru, Kurešček
Cerkev Marije Kraljice miru, Kurešček stoji na 826 m visokem hribu nad naseljem Ig, nad južnim obronkom Ljubljanskega barja. To je znana romarska cerkev 
sv. Marije, kraljice miru, ki je bila obnovljena leta 1990. Do Kureščka vodita dve cestni povezavi: s severne smeri preko naselja Ig ter z južne preko vasi Rob. Na zahodni strani se vzpenja hrib Mokrec (1059 m), na vzhodni pa je preko Želimeljske doline moč videti grad Turjak (542 m) in hrib Gora (748 m) s cerkvijo sv. Ahaca. Pod vrhom Kureščka je tudi planinski dom.